# 권계경
권계경(權啓經, ? ~ ?)은 고려 말기 사람이자 조선 초기의 문신, 은자이다. 본관은 안동(安東)이다, 경북 안동 출신.  충재 권벌의 증조부고, 눌재 이홍준, 용재 이종준의 외할아버지가 된다.
증조부는 전객시판사 권세진이고, 할아버지는 고려 예의판서(禮儀判書) 권인(權靷)이고, 아버지는 응양군중령(膺揚衛中領), 중랑장, 창신교위(彰信校尉)를 역임한 권후(權厚)이다. 할아버지 권인은 고려에서 예의판서를 역임하고 1392년 조선 태조가 조선을 건국하고 한성부 좌윤에 임명했으나 나가지 않고 안동 서후면 교리 소야촌(所夜村)에 내려와 은둔하며 절의를 지켰다. 권인은 호를 송파(松坡)라 했는데, 송도를 그리는 뜻에서 송파라고 호르 지어 자호로 썼다. 청백리로 가선대부 검교한성부윤에 임명되기도 했다.
그는 선교랑(宣敎郞), 청하현감을 거쳐 횡성 현감(橫城縣監)을 역임했다. 수양대군이 조카 단종에게 강압으로 왕권을 양위받고 왕이 되자 벼슬을 버리고 낙향, 은거(隱居)하였다. 그의 아들 권개(權玠) 역시 세조찬위에 분개해 벼슬을 버리고 안동 송파(松坡 , 후일의 경상북도 안동시 서후면 교리)로 가 은거하였다. 사후 묘소는 경상북도 안동시 서후면 교리에 있으며, 할아버지 권인의 묘소 근처에 있다.
조선 중종~명종때의 재상 권벌은 그의 아들 권곤의 손자였고, 독락팔곡, 한거십팔곡을 지은 권호문(權好文)은 그의 장남 권개의 증손자였다. 점필재 김종직의 문인으로 연산군 때 무오사화로 유자광의 극형을 건의하다가 유배 도중 장살된 이종준은 그의 외손자였다. 후일 증손자 권벌의 출세로 증직증 가선대부 이조참판에 추증되었다.

## 기타
비슷한 시대에 살았으며 이름이 비슷한 권집경은 그의 일족으로 9촌 삼종숙질간이었다. 그는 권수홍의 아들 고려 병부상서 권여의 셋째 아들 권윤평의 5대손이고, 권집경은 권여의 장남 첨의평리 권책의 4대손이며, 우정승 문탄공 권한공의 증손, 화원군 권중달의 손자이며 영의정 권중화의 종손이다.

## 같이 보기
- 세조찬위
- 권개
- 이종준
- 이홍준
- 권벌